# Chicks on Speed
Chicks on Speed [tʃɪks ɒn spiːd] est un groupe d'electroclash qui a débuté à Munich en 1997, après que les différents membres se furent rencontrés à l'Académie des beaux-arts de Munich. Les membres de Chicks on Speed sont :
- Melissa Logan (New York,  États-Unis)
- Alex Murray-Leslie (Bowral, Nouvelle-Galles du Sud, Australie)
- A.L. Steiner (Miami (Floride), États-Unis)
- Kathi Glas (Munich, Allemagne)
- Anat Ben David (Tel Aviv, Israël)

Autour de Chicks on Speed existe un collectif de musiciens, producteurs, graphistes, designers, réalisateurs de films et de vidéos, comme Douglas Gordon ou Jean-Charles de Castelbajac. Bien que souvent considérées comme faisant partie du genres musicaux tels que l'electroclash, Chicks on Speed ont commencé comme groupe artistique multidisciplinaire appliquant une éthique DIY ("Do It Yourself") d'inspiration punk à l'art performant, des collages graphiques, et un style "fait-maison" (elles ont créé elles-mêmes leurs costumes de scène avec des matériaux bon marché et recyclés tels que des sacs plastique ou encore des gaffers).

## Discographie

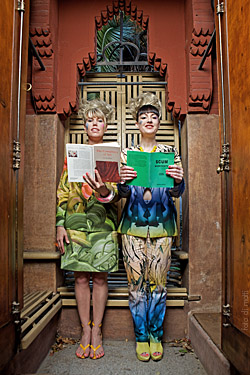
Alex Murray-Leslie et Melissa Logan, Barcelone 2009

### Albums
- 2000 : The Re-Releases of the Un-Releases
- 2000 : Chicks on Speed Will Save Us All!
- 2003 : 99 Cents
- 2004 : Press the Spacebar (Chicks On Speed and the No Heads)
- 2009 : Cutting The Edge
- 2014 : Artstravaganza

### EP et singles
- 1998 : Warm Leatherette (with DJ Hell)
- 1998 : Euro Trash Girl (with Mäuse)
- 1999 : Smash Metal (with DMX Krew)
- 1999 : Mind Your Own Business (with Pulsinger, Gaier/Reents)
- 1999 : Glamour Girl
- 2000 : Kaltes Klares Wasser
- 2000 : Split 7" with V/VM
- 2000 : Chix 52
- 2001 : The Chicks on Speed / Kreidler Sessions (with Kreidler)
- 2002 : Fashion Rules
- 2003 : We Don't Play Guitars
- 2003 : Wordy Rappinghood
- 2004 : Flame On (with Mika Vainio)
- 2006 : Art Rules (featuring Douglas Gordon), forthcoming release
- 2009 : Super Surfer Girl
- 2013 : Utopia
- 2017 : We Are Data (featuring Cora Novoa)
- 2021 : Vaccinate Me Baby
- 2022 : Good Weather Girl (featuring Captain Mustache)